# Амрахов, Сатар
Сатар Амрахов (1901 год — дата смерти неизвестна) — советский казахский табаковод, бригадир полеводческой бригады Алма-Атинского табаководческого совхоза Министерства пищевой промышленности СССР, Илийский район Алма-Атинской области, Казахская ССР. Герой Социалистического Труда (1949).

## Биография
В 1948 году бригада под руководством Сатара Амрахова собрала в среднем с каждого гектара по 26,2 центнеров табака сорта «Трапезонд» на участке площадью 15,9 гектара. Указом Президиума Верховного Совета СССР от 6 мая 1949 года удостоен звания Героя Социалистического Труда «за получение высоких урожаев табака при выполнении совхозом плана сдачи государству сельскохозяйственных продуктов в 1948 году и обеспеченности семенами всех культур в размере полной потребности для весеннего посева 1949 года» с вручением ордена Ленина и золотой медали «Серп и Молот».
Этим же указом звания Героя Социалистического Труда были удостоены директор совхоза Пётр Фёдорович Томаровский, старший агроном Анатолий Яковлевич Бриккель, бригадир Али Ага Амрахов, звеньевые Деспина Георгиевна Андрияди, Имамат Велиметова, Елена Яковлевна Ловчинова и Мария Дмитриевна Суслина.